# Въруски език
Въруският език (võro kiil) е угро-фински език, говорен в Южна Естония. Смятан е по традиция за диалект на естонския, но получава собствена книжовна форма и вече е смятан от много изследователи за отделен език.
Говори се от около 60 000 души живеещи в Южна Естония. Съвременният литературен въруски може с известна уговорка да се смята за наследник на южноестонския книжовен език, съществувал между 17 и 19 век.